# 81-й армейский корпус (вермахт)
81-й армейский корпус (нем. LXXXI. Armeekorps), сформирован 28 мая 1942 года.

## Боевой путь
С июня 1942 года — дислоцировался на севере Франции.
С июня 1944 — бои в Нормандии против высадившихся американо-британских войск.
В 1945 году — бои в Германии. В апреле 1945 — корпус уничтожен американскими войсками в Рурском котле.

## Состав корпуса
В мае 1944:
- 245-я пехотная дивизия
- 711-я пехотная дивизия
- 17-я полевая дивизия

В марте 1945:
- 9-я танковая дивизия
- 11-я танковая дивизия
- 59-я пехотная дивизия
- 363-я пехотная дивизия народного ополчения

## Командующие корпусом
- С 28 мая 1942 — генерал танковых войск Адольф Кунтцен
- С 21 сентября 1944 — генерал пехоты Фридрих Кёхлинг
- С 10 марта 1945 — генерал-лейтенант Эрнст-Гюнтер Бааде